# Абдул Рашид (хокеїст на траві)
Абдул Рашид (3 березня 1947 — 4 листопада 2020) — пакистанський хокеїст на траві.
Олімпійський чемпіон 1968 року, срібний призер 1972 року, бронзовий призер 1976 року. Переможець Азійських ігор 1970 та 1974 років.
Брат олімпійського чемпіона з хокею на траві Абдула Гаміда.